# Tarantiense
| Era Eratema | Periodo Sistema | Época Serie | Subépoca Subserie   | Edad Piso                                  | Inicio, en millones de años |
| ----------- | --------------- | ----------- | ------------------- | ------------------------------------------ | --------------------------- |
| Cenozoico   | Cuaternario     | Holoceno    | Tardío / Superior   | Megalayense Megalayiano                    | 0,0042                      |
| Cenozoico   | Cuaternario     | Holoceno    | Medio               | Norgripiense Norgripiano                   | 0,0082                      |
| Cenozoico   | Cuaternario     | Holoceno    | Temprano / Inferior | Groenlandiense Groenlandiano               | 0,0117                      |
| Cenozoico   | Cuaternario     | Pleistoceno | Tardío / Superior   | Superior / Tardío (Tarantiense Tarantiano) | 0,129                       |
| Cenozoico   | Cuaternario     | Pleistoceno | Medio               | Chibaniense Chibaniano                     | 0,774                       |
| Cenozoico   | Cuaternario     | Pleistoceno | Temprano / Inferior | Calabriense Calabriano                     | 1,80                        |
| Cenozoico   | Cuaternario     | Pleistoceno | Temprano / Inferior | Gelasiense Gelasiano                       | 2,58                        |
| Cenozoico   | Neógeno         | Neógeno     | Neógeno             | Neógeno                                    | 23,03                       |
| Cenozoico   | Paleógeno       | Paleógeno   | Paleógeno           | Paleógeno                                  | 66                          |

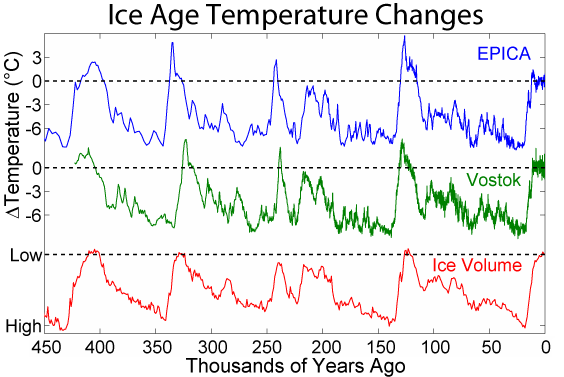
Cambios de temperatura en la Antártida durante los últimos ciclos glaciares/interglaciares de la actual era del hielo y una comparación con los cambios en el volumen de hielo global. Se distingue la caída continua de temperaturas durante todo el Tarantiense.

El Tarantiense o Tarantiano (nombre provisional) es el cuarto y último piso y edad del Pleistoceno en la escala temporal geológica. Sucede al Chibaniense (último piso del Pleistoceno) y precede al Groenlandiense (primer piso del Holoceno. Se inició hace unos 129 000 años y finalizó en el 11 200 AP (11 700 antes de 2000 o 9700 a. C.), el final del episodio frío Dryas Reciente. Es equivalente a la subserie Pleistoceno Superior (subépoca Pleistoceno Tardío)
Climáticamente se caracteriza por el desarrollo de la glaciación Würm.

## Sección estratotipo y punto de límite global (GSSP)
La Comisión Internacional de Estratigrafía no ha definido todavía una sección y punto de estratotipo de límite global (GSSP) para la base del piso, por lo que el nombre del piso, Tarantiense, es provisional hasta la definición de un GSSP para la base y la posterior ratificación formal por la Unión Internacional de Ciencias Geológicas. 
La Comisión establece provisionalmente la base del piso en el cambio climático marcado por la etapa isotópica marina (MIS) 5e, que se corresponde con el pico del interglacial Eemiense, antes del último episodio glacial del Pleistoceno.
La subserie fue ratificada por la Unión Internacional de Ciencias Geológicas el 30 de enero de 2020, formalizándose así el término Pleistoceno Superior.